# Ninkovići
Ninkovići är ett samhälle i Montenegro. Det ligger i den norra delen av landet. Ninkovići ligger 1 313 meter över havet och antalet invånare är 202.
Terrängen runt Ninkovići är huvudsakligen kuperad, men åt nordväst är den bergig. I omgivningarna runt Ninkovići förekommer i huvudsak blandskogar och gräsmarker.